# اسلام محارب
اسلام محارب (عربی: اسلام محارب؛ زادهٔ ۱ ژانویهٔ ۱۹۹۲) ورزشکار فوتبال اهل مصر است.
وی همچنین در تیم‌های ملی فوتبال زیر ۲۰ سال مصر بازی کرده‌است.